# María Fernanda Campo
María Fernanda Campo Saavedra, née à Buga, est une femme politique colombienne. Elle a notamment été alcalde de Bogota (en intérim) et ministre de l'Éducation nationale.